# Idioma arauá
El arawá o aruá es una lengua extinta, hablada previamente en el curso del río Juruá (Brasil), afluente del Amazonas. Su último hablante murió en 1877 víctima de una epidemia de sarampión que acabó con todos los arawás. Todo lo que sobrevive es una lista de 50 palabras compilada por William Chandless, un explorador británico que contactó con los arawá en 1867, publicando su lista dos años más tarde.